# 明光セレクト
明光セレクト株式会社（めいこうセレクト）は、日本の映画製作・配給会社、映画・テレビ用特殊機械の賃貸・操演を行う会社である。1961年（昭和36年）3月1日、初代社長・津谷明治が東京都新宿区に設立した。日本アド・コンテンツ制作社連盟賛助会員。1960年代後半には、かつて黒澤明のプロデューサーであった本木荘二郎の監督作を中心に配給したことで知られる。野猿（1998年 - 2001年）の活動期には、メンバー高久誠司の所属会社としても知られた。

## 沿革
- 1961年3月1日 - 東京都新宿区荒木町に設立[1][2]
- 1967年 - 同区上落合へ本社移転[2][3]

## 概要
1961年（昭和36年）3月1日、初代社長・津谷明治が東京都新宿区荒木町7番地に設立した。当時の資本金は250万円、当時の同社の取締役には、新東宝初代社長の佐生正三郎が在任していたほか、取締役に関義一、同映画部長に堀口隆三、同企画室長に戸井孝友、同広報担当に黒田一雄、映画課長に村山久雄が在任していた。
記録にみる設立第1作は、1965年（昭和40年）9月に公開された『火遊び』（監督大野裕司）、『素肌の叫び』（監督星谷雅人）、『裸女山脈』（監督川合茂貴）の3作である。いずれもそれぞれ、祖父江羊己の中映プロダクション、本木荘二郎（1914年 - 1977年）のシネ・ユニモンド、前田鶴男の東京映画プロダクションが製作したものを、同社が受託配給した作品である。ただし『火遊び』については、『映画年鑑 1967』には同社が配給した旨の記述があるが、日本映画データベースの同作の項目には関東映配（代表・星光一郎）であると記載されている。大野裕司はのちに橘明あるいは堀越善明の名で、小森白の東京興映で映画を量産する人物であり、星谷雅人、川合茂貴についてはフィルモグラフィ以外の詳細は不明である。
『映画年鑑 1967』によれば、本木荘二郎が同年4月に設立した製作会社であるとされる株式会社シネ・ユニモンドは、所在地が明光セレクトと同一であり、本木はシネ・ユニモンドの製作担当取締役であって代表ではなく、代表取締役社長は当時明光セレクトの取締役企画室長であった戸井孝友が務めていた。同年10月に公開した『女の性』以降、『愛欲の十三階段』、『裸の復讐』、『女・三百六十五夜』、『魔性の人妻』、『色なさけ』と本木が「高木丈夫」の名で監督する作品を多く配給した。『愛欲の十三階段』には、戦前に小笠原プロダクションで監督を務めた小笠原章二郎が「三善英芳」の名で出演しており、山邊信雄のヤマベプロダクションが製作した『裸の復讐』は、山邊の音響効果時代の部下であった団鬼六が「花巻京太郎」の名で書いた原作を使用している。同作および『魔性の人妻』で高木丈夫こと本木と共同監督を務めた「松原次郎」は小林悟の変名であり、『女・三百六十五夜』で本木と共同監督を務めた唐沢二郎（1929年 - ）らを起用した作品を配給した。大井由次の青年群像の作品も多く関わっており、東宝出身の中野弘也が監督した『不純な快楽』、東京興映入社前の山本晋也が監督した『人妻の秘密』『虹の乳房』も同社が配給して公開した。『虹の乳房』の脚本を書き製作にもクレジットされた「小諸次郎」は、久我剛（1944年 - ）の変名である。
1966年（昭和41年）12月に同社が配給して公開した『虹の乳房』を最後に、1967年（昭和42年）に入ると映画の製作・配給が記録にみられなくなる。同年、同区上落合2丁目13番18号（現在地）へ本社移転を行った。取締役映画部長の堀口隆三が退任し、映画課長であった村山久雄が後任を務めている。1969年（昭和44年）6月、松竹京都撮影所出身の福田晴一が監督した『女体情話』（製作福田プロダクション）を約3年ぶりに配給・公開したのが、記録に残る同社の最後の配給作品である。
その後の同社は、映画・テレビ用特殊機械、いわゆる特機をレンタルし、技師を派遣して操演を行う事業、とくにテレビ番組への技術協力の分野で活動した。フジテレビジョンのテレビ番組『とんねるずのみなさんのおかげでした』において、1998年（平成10年）、同番組のスタッフで結成された音楽ユニット「野猿」に、同社のキャメラクレーン技術者である高久誠司が参加し、話題になった。

## 企業データ
- 社名 : 明光セレクト株式会社 （英語: Meiko Select Co., Ltd.[10]）
- 所在地 : 東京都新宿区上落合2丁目13番18号 [3][5][10]
北緯35度42分44秒 東経139度41分17秒 / 北緯35.71222度 東経139.68806度
  - 移転前（1961年 - 1967年）は東京都新宿区荒木町7番地[1][2]
北緯35度41分21秒 東経139度43分20秒 / 北緯35.68917度 東経139.72222度
- 代表取締役社長 : 津谷智太良 [5][10]
  - 歴代
    1. 津谷明治 [1][2][3][4]
    2. 津谷智太良 [5][10]
- 資本金 : 1,000万円 [5]
- 設立 : 1961年3月1日 [1][2][3][4][5]

## おもなフィルモグラフィ

### 製作配給
すべて「配給」あるいは「製作」であり、特筆しないものはすべて「配給」である。東京国立近代美術館フィルムセンター（NFC）等の所蔵状況についても記す。
- 『火遊び』 : 企画伴照夫、監督大野裕司、主演冬木京二・大西純子、製作中映プロダクション、1965年9月公開（映倫番号 14133） - 配給[11]（関東映配説あり[7]）
- 『素肌の叫び』 : 監督星谷雅人、製作シネユニモンド、1965年9月公開（映倫番号 14135）[11]
- 『裸女山脈』 : 監督川合茂貴、主演珠るみ、製作東京映画プロダクション、1965年9月公開（映倫番号 14154）[11]
- 『女の性』 : 監督高木丈夫、主演城山路子、製作シネユニモンド、1965年10月公開（映倫番号 14175）[11]
- 『愛欲の十三階段』 : 製作・監督高木丈夫、脚本団慎吾、主演野上正義・三善英芳・可能かづ子、製作シネユニモンド、1965年11月公開（映倫番号 14279）[11]
- 『裸の復讐』 : 企画山辺信雄、製作・監督高木丈夫・松原次郎、原作花巻京太郎、主演松井康子、製作ヤマベプロダクション、1966年1月公開（映倫番号 14326）
- 『女・三百六十五夜』 : 製作・監督高木丈夫・唐沢二郎、脚本団慎吾、主演・歌新高恵子、製作シネユニモンド、1966年2月公開（映倫番号 14374）
- 『魔性の人妻』 : 監督高木丈夫・松原次郎、原案桑名住夫、脚本花巻京太郎、主演松井康子、製作ヤマベプロダクション、1966年3月公開（映倫番号 14376）
- 『不純な快楽』 : 監督中野弘也、製作青年群像、1966年7月公開（映倫番号 14581）
- 『色なさけ』 : 監督高木丈夫、出演新高恵子、1966年8月公開（映倫番号 14635） - 製作・配給
- 『人妻の秘密』 : 監督山本晋也、出演城山路子、製作青年群像、1966年10月公開（映倫番号 14695）
- 『虹の乳房』 : 企画・原案津島友孝、製作・脚本小諸次郎、監督山本晋也、主演高月絢子、製作青年群像、1966年12月公開（映倫番号 14778）
- 『女体情話』 : 監督福田晴一、主演浜裕子、製作福田プロダクション、1969年6月公開（映倫番号 15931）

### 特機
特機の賃貸・操演の技術協力を行ったおもな番組一覧である。クレジットはすべて放送日の右側に明記した。同社の操演スタッフ名もわかるものは明記した。
- 『なるほど!ザ・ワールド』 : 1981年10月6日 - 1996年3月26日放送 - 技術協力
- 『志村けんのバカ殿様』 : 1986年4月28日（第1回） - 2014年5月27日（第68回）放送 - クレーン
- 『魔法のランプ!』 : 1995年4月28日 - 同年8月25日放送 - クレーン
- 『とんねるずの本汁でしょう!!』 : 1997年4月17日 - 同年6月19日放送 - カメラクレーン（佐藤史郎）
- 『とんねるずのみなさんのおかげでした』 : 1997年6月26日（第1回） - 2018年3月22日 - カメラクレーン
- 『加ト・けん・たけしの世紀末スペシャル!!』 : 1998年12月19日放送 - クレーン
- 『爆笑伝説!志村けんの変なおじさんVSネプチューン大決戦!!』 : 1999年12月7日放送 - クレーン
- 『教えてMr.ニュース 池上彰のそうなんだニッポン』 : 2009年12月1日ほか不定期放送 - 技術協力
- 『HEY!HEY!HEY! MUSIC CHAMP』 : 1994年10月17日 - 2012年12月17日（745回）放送 - クレーン
- 『ジャンクSPORTS』 : 2000年4月11日 - 2010年3月21日放送 - 技術協力
- 『Another X'smap 遅れてきたプレゼント』 : 2004年12月25日放送 - 協力[9]

- 『たけしの日本教育白書』 : 2005年11月12日（第1回） - 2010年11月20日（第6回）放送 - 技術協力
- 『2005 FNS歌謡祭』 : 2005年12月7日放送 - クレーン
- 『2007 FNS歌謡祭』 : 2007年12月5日放送 - クレーン
- 『ザ・ディール』 : 2006年9月8日放送 - カメラクレーン（佐藤史郎）
- 『ザ・ディール2』 : 2007年4月5日放送 - カメラクレーン（高久誠司）
- 『2008 FNS歌謡祭』 : 2008年12月3日放送 - クレーン
- 『2009 FNS歌謡祭』 : 2009年12月2日放送 - クレーン
- 『オモバカ8』 : 2010年4月6日（第1回） - 2011年10月6日（第5回）放送 - 技術協力
- 『芸能界特技王決定戦 TEPPEN』 : 2010年8月3日（第1回） - 2014年1月4日（第7回）放送 - 協力
- 『2010 FNS歌謡祭』 : 2010年12月4日放送 - クレーン
- 『タモリ・中居のドラマチック・リビングルーム』 : 2011年10月10日 - 2012年10月8日放送 - 協力
- 『2011 FNS歌謡祭』 : 2011年12月7日放送 - クレーン
- 『とんねるずが生放送!音楽番組全部見せます!!-名曲で元気になろう-』 : 2012年3月21日放送 - 技術協力
- 『ジャイアントキリング』 : 2012年7月1日（第1回） - 	2013年12月30日（第3回）放送 - 技術協力
- 『アイアンシェフ』 : 2012年10月26日 - 2013年3月22日放送 - 協力
- 『2012 FNS歌謡祭』 : 2012年12月5日放送 - クレーン
- 『FNS名曲の祭典 秘蔵映像で振り返る55年 -NO MUSIC, NO TV.-』 : 2013年11月2日放送 - 技術協力
- 『ウマれる新たな伝説 ジャニーズ年越し生放送』 : 2013年12月31日放送 - 技術協力
- 『HEY!HEY!HEY! 2014 超豪華アーティストにゴリゴリ絡みましたSP 春』 : 2014年4月7日放送 - クレーン
- 『HITOSHI MATSUMOTO presents FREEZE』 : 2018年9月19日 - 動画配信 - クレーン（二宮典夫）